# Эвольвента окружности

Две параллельные эвольвенты окружности — боковые части профиля в зубчатом колесе с эвольвентным зацеплением

Анимация построения эвольвенты окружности — эвольвента как разматывающаяся нить

Эвольвентой окружности является траектория любой точки прямой линии, перекатываемой по окружности без скольжения. По эвольвенте обрабатывают профиль зубьев зубчатых колёс. Эвольвенту окружности можно получить, сматывая натянутую нить с цилиндрической поверхности. Конец этой нити будет описывать эвольвенту.

## Уравнения эвольвенты окружности
Параметрические уравнения эвольвенты окружности следующие:
{\displaystyle x=r(\cos \varphi +\varphi \sin \varphi \,\!),}
{\displaystyle y=r(\sin \varphi -\varphi \cos \varphi \,\!),}
на комплексной плоскости уравнения упрощаются:
{\displaystyle z=r(1-i\varphi )e^{i\varphi },}
где {\displaystyle r} — радиус окружности; {\displaystyle \varphi } — угол поворота радиуса окружности (полярный угол точки касания прямой и окружности).
Натуральное уравнение эвольвенты окружности, то есть зависимость кривизны от длины дуги, имеет вид:
{\displaystyle k(s)={\frac {1}{\sqrt {2rs}}}.}

## Построение эвольвенты окружности по заданному диаметру
Имеется окружность диаметра {\displaystyle d} с центром в точке {\displaystyle O}.
Данную окружность делим на двенадцать равных частей. В точках 2, 3, 4, … проводим касательные к окружности, направленные в одну сторону. Точки эвольвенты находим исходя из того, что при развёртывании окружности точка {\displaystyle B^{2}} должна отстоять от точки 2 на расстоянии, равном длине дуги между точками 1 и 2, а точка {\displaystyle B^{3}} должна отстоять от точки 3 на расстоянии, равном длине дуги между точками 1 и 3 (две длины предыдущей дуги), и т. д.
Точное положение точек эвольвенты получим, откладывая по касательным длины соответствующих дуг. Длину дуги между точками 1 и 2 определяем по формуле {\displaystyle a={\frac {\pi d}{m}},} где {\displaystyle d} — диаметр окружности, {\displaystyle m} — число частей, на которое разделена окружность.
Получив ряд точек эвольвенты, соединяем их плавной линией.
В данном случае окружность диаметра {\displaystyle d} является эволютой к этой эвольвенте.

Эвольвента окружности